# Афганистан на летних Олимпийских играх 2024

## Квалификация
| № п/п | Вид спорта      | Мужчины        | Мужчины                | Женщины        | Женщины                | Всего          | Всего                  |
| № п/п | Вид спорта      | Завоевано квот | Количество спортсменов | Завоевано квот | Количество спортсменов | Завоевано квот | Количество спортсменов |
| ----- | --------------- | -------------- | ---------------------- | -------------- | ---------------------- | -------------- | ---------------------- |
| 1     | Велоспорт       |                |                        | 3              | 2                      | 3              | 2                      |
| 2     | Дзюдо           | 1              | 1                      |                |                        | 1              | 1                      |
| 3     | Лёгкая атлетика | 1              | 1                      | 1              | 1                      | 2              | 2                      |
| 4     | Плавание        | 1              | 1                      |                |                        | 1              | 1                      |
|       | ИТОГО           | 3              | 3                      | 4              | 3                      | 7              | 6                      |

## Состав команды
Шоссейный велоспорт
1. Фариба Хашими[англ.]
2. Юлдуз Хашими[англ.]

 Дзюдо
1. Мохаммад Самим Файзад[англ.]

 Лёгкая атлетика
1. Ша Махмуд Нур Захи[англ.]
2. Кимия Юсофи

 Плавание
1. Фахим Анвари[англ.]

## Велоспорт

### Шоссейные велогонки
Афганистан получил по решению МОК два места в женской групповой гонках на шоссе и одно место в женской индивидуальной гонке с раздельным стартом.
Женщины
| Спортсмен     | Дисциплина                 | Время    | Место |
| ------------- | -------------------------- | -------- | ----- |
| Фариба Хашими | Групповая гонка            | 4:10.47  | 75    |
| Юлдуз Хашими  | Групповая гонка            | DNF      | DNF   |
| Юлдуз Хашими  | Гонка с раздельным стартом | 44.29,13 | 26    |

## Дзюдо
Афганистан получил одно универсальное место в мужских соревнованиях.
| Спортсмен             | Категория        | 1/16 финала                 | 1/8 финала           | Четвертьфиналы       | Полуфиналы           | Утеш. поединки       | Финал / За 3 место   | Финал / За 3 место   |
| Спортсмен             | Категория        | Соперник Результат          | Соперник Результат   | Соперник Результат   | Соперник Результат   | Соперник Результат   | Соперник Результат   | Место                |
| --------------------- | ---------------- | --------------------------- | -------------------- | -------------------- | -------------------- | -------------------- | -------------------- | -------------------- |
| Мохаммад Самим Файзад | Мужчины до 81 кг | AUTВахид Борчашвили П 00–11 | завершил выступление | завершил выступление | завершил выступление | завершил выступление | завершил выступление | завершил выступление |

## Легкая атлетика
Легкоатлеты Афганистана получили два универсальных места для участия в олимпийских соревнованиях, по одному у мужчин и женщин.
Беговые дисциплины
| Спортсмен          | Дисциплина    | Забеги    | Забеги | 1 круг                | 1 круг                | Утеш. забеги          | Утеш. забеги          | Полуфиналы            | Полуфиналы            | Финал                 | Финал                 |
| Спортсмен          | Дисциплина    | Результат | Место  | Результат             | Место                 | Результат             | Место                 | Результат             | Место                 | Результат             | Место                 |
| ------------------ | ------------- | --------- | ------ | --------------------- | --------------------- | --------------------- | --------------------- | --------------------- | --------------------- | --------------------- | --------------------- |
| Ша Махмуд Нур Захи | Мужчины 100 м | 10,64 NR  | 4      | завершил выступление  | завершил выступление  | завершил выступление  | завершил выступление  | завершил выступление  | завершил выступление  | завершил выступление  | завершил выступление  |
| Кимия Юсофи        | Женщины 100 м | 13,42     | 9      | завершила выступление | завершила выступление | завершила выступление | завершила выступление | завершила выступление | завершила выступление | завершила выступление | завершила выступление |

## Плавание
Афганистан получил одно универсальное место для участия в олимпийском турнире пловцов.
| Спортсмен    | Дисциплина                 | Заплывы | Заплывы | Полуфиналы           | Полуфиналы           | Финал                | Финал                |
| Спортсмен    | Дисциплина                 | Время   | Место   | Время                | Место                | Время                | Место                |
| ------------ | -------------------------- | ------- | ------- | -------------------- | -------------------- | -------------------- | -------------------- |
| Фахим Анвари | Мужчины 50 м вольный стиль | 27,14   | 63      | завершил выступление | завершил выступление | завершил выступление | завершил выступление |